# Катру, Франсуа
Франсуа Катру (фр. François Catrou; 1659—1737) — иезуит, французский писатель.
Его труды: «Histoire générale de l’empire du Mogol» (1702), по португальским мемуарам Мануччи; «Histoire romaine» (Пар., 1725), в сотрудничестве с Р. Rouillé; «Histoire du fanatisme des religions protestantes» (П., 1707).